# Hoher Zaun
Hoher Zaun (3457 m n. m.) je hora ve Vysokých Taurách v Rakousku. Nachází se ve skupině Venedigeru na území spolkové země Tyrolsko. Leží v hřebeni Hohes Gletscherdach mezi vrcholy Schwarze Wand (3506 m) na severozápadě a Stein am Ferner (3246 m) na jihovýchodě. Na severovýchodních svazích hory se rozkládá ledovec Schlatenkees, na jihozápadních ledovec Inneres Mullwitzkees a na jižních ledovec Äußeres Mullwitzkees.
Na vrchol jako první vystoupili 8. září 1882 bratři Emil a Otto Zsigmondy.
Nejjednodušší cesta na vrchol vede od chaty Defreggerhaus (2963 m) přes hřeben Mullwitzaderl a ledovec Äußeres Mullwitzkees.